# هاري كاسادي
هاري كاسادي (بالإنجليزية: Harry Cassady)‏ هو لاعب كرة قاعدة أمريكي، ولد في 20 يوليو 1880 في بيلفلاور في الولايات المتحدة، وتوفي في 19 أبريل 1969 في فريسنو في الولايات المتحدة.

## وصلات خارجية
- هاري كاسادي على موقعبيزبول رفرنس.كوم (الدوري الرئيسي) (الإنجليزية)
- هاري كاسادي على موقعبيزبول رفرنس.كوم (الدوري الثانوي) (الإنجليزية)